# Formação reticular
Formação reticular é uma parte do tronco cerebral (ou tronco encefálico) que está envolvida em ações como os ciclos de sono, o despertar e a filtragem de estímulos sensoriais, para distinguir os estímulos relevantes dos estímulos irrelevantes. A sua principal função é ativar o córtex cerebral.

## Estrutura e localização
Formação reticular é uma região evolucionária antiga, que apresenta uma estrutura intermédia entre a substância branca e a substância cinzenta. A formação reticular ocupa a parte central do tronco cerebral, e projeta-se cranialmente para dentro do diencéfalo, e caudalmente para a porção mais alta da medula espinhal.
Assim, a formação reticular é aparentemente uma área difusa com células e fibras que as cruzam em diferentes direcções e que forma a parte central do tronco cerebral. É toda a zona do tronco cerebral onde não existe nenhum núcleo específico e é por alguns autores designada de pântano neuronal.

### Células nervosas e sinapses
As suas células nervosas apresentam uma grande capacidade de convergência e divergência neuronal, de modo que uma única célula pode ser capaz de responder a diferentes estímulos sensitivos das mais diversas áreas do organismo.
Estas células nervosas são os neurónios isodendríticos. A árvore dendrítica de um neurónio isodendrítico é pequena, escassa e apresenta um campo dendrítico circular, com os seus dendritos pouco ramificados e com poucas espinhas. Quanto à projecção axonal, esta apresenta duas ramificações: uma ascendente e uma descendente, que apresentam muitas ramificações colaterais. Deste modo, os neurónios isodendríticos são neurónios de projecção (tipo I de Golgi).
Existem dois tipos de neurónios isodendríticos:
- Magnocelular: corpo celular de grande dimensão;
- Parvocelular: corpo celular de pequena dimensão.

A disposição da árvore dendrítica de um neurónio isodendrítico é perpendicular ao eixo longo do tronco cerebral, o que permite que esta sinaptize com um número elevado de colaterais das fibras nervosas que estão presentes e que correm ao longo do mesmo (por essa mesma razão, os núcleos da substância reticular são também designados de núcleos abertos).
Apresenta também um variado número de funções e verifica-se que os núcleos responsáveis pela execução das mesmas estão dispersos e misturados. Para além dos núcleos da formação reticular, existem também os núcleos do nervo hipoglosso e as suas fibras e cujos neurónios são designados de idiodendríticos e existem também neurónios alodendríticos. Assim existem na substância reticular:
- Neurónios isodendríticos – os da substância reticular;
- Neurónios idiodendríticos;
- Neurónios alodendríticos.

Deste modo, todas as estruturas do sistema nervoso central vão ter relações com os neurónios da substância reticular, à excepção do lemnisco medial (que é um sistema periférico e com poucas sinapses, que é responsável pela condução dos impulsos sensoriais (provenientes do feixe espinhotalâmico medial, que tem origem na medula espinhal) ao tálamo). Assim o sistema reticular é um sistema multineural, polissináptico, integrador de diversas funções e, portanto, com numerosos colaterais. Estes colaterais estabelecem a sinapse com os dendritos dos neurónios isodendríticos de uma forma lenta – sinapses lentas.

### Anatomia
Na grande maioria do tronco cerebral a formação reticular pode ser dividida em três áreas longitudinais que são de medial para lateral:
- Os núcleos do rafe – camada fina de células nervosas adjacentes ao plano mediano (sagital). É constituída por neurónios serotoninérgicos.
- Coluna medial – medial aos núcleos do rafe e que contém neurónios de dimensões variáveis e ainda a grande maioria das projecções ascendentes e descendentes da formação reticular. Alguns dos neurónios desta zona apresentam um diâmetro tão aumentado que é muitas vezes designado de núcleo reticular magnocelular. A coluna medial é efectora e é constituída por neurónios isodendríticos de grandes dimensões – magnocelulares e noradrenérgicos.
- Coluna lateral – que é particularmente proeminente no bulbo raquidiano rostral e na protuberância caudal e que tem essencialmente funções viscerais e é responsável pelos reflexos dos nervos cranianos. A coluna lateral é receptora e é constituída por neurónios isodendríticos de pequenas dimensões – parvocelularese colinérgicos.

#### Núcleos da substância reticular
- Núcleos da coluna medial:
  - Núcleo reticular magnocelular;
  - Núcleo reticular caudal da protuberância;
  - Núcleo reticular do tegmento da protuberância;
  - Locus coeruleus (Cerúleo).

- Núcleos da coluna lateral.

- Núcleos do rafe:
  - Núcleo escuro do rafe – no bulbo raquidiano;
  - Núcleo magno do rafe – na protuberância.

#### Classificação dos núcleos de acordo com os neurotransmissores
- Noradrenérgica – porção medial do tegmento do bulbo e da protuberância e que se relaciona com:
- Núcleo do feixe solitário;
  - Núcleo dorsal do nervo vago.
  - O conjunto de neurónios noradrenérgicos da formação reticular apresentam funções vegetativas, nomeadamente, possuem centros respiratórios que regulam a frequência respiratória e centros que regulam a frequência cardíaca e a tensão arterial.

- Seratoninérgica – Na zona mediana. Os neurónios mais craniais têm relação com o córtex cerebral e o hipotálamo e os neurónios mais caudais têm relação com a medula espinhal.

- Colinérgica – a formação reticular apresenta diversos núcleos colinérgicos na coluna lateral:
  - Ch4 – enervação colinérgica do córtex cerebral.
  - Ch5 - importância no hipotálamo basal;
  - Ch6 - importância no hipotálamo basal.

#### Locus ceruleos
O locus ceruleos (Cerúleo) apresenta neurónios noradrenérgicos. Os axónios dos neurónios do núcleo ceruleos projectam-se para o córtex cerebral através de vias complexas e que são:
- Fascículo tegmentar central (nele descem as fibras rubro-olivares e os feixes reticulo-espinhais);
- Fascículo tegmentar dorsal;
- Feixe prosencefálico medial.

No seu trajecto para o córtex passa pelo hipotálamo e possui também eferências para a medula espinhal.

## Funções
Com suas conexões com todo o sistema nervoso central (SNC) (córtex cerebral, tálamo, hipotálamo, sistema límbico, cerebelo, nervos cranianos e medula espinhal), a formação reticular do tronco encefálico controla a atividade elétrica cortical, sendo o sono e vigília, a sensibilidade como a atenção seletiva, atividades motoras somáticas complexas que envolvem centros reflexos como o respiratório, o vasomotor e o locomotor, o sistema nervoso autônomo (SNA) e o eixo hipotálamo-hipófise, controlando o sistema neuro-endócrino.
É a estrutura que explica as alterações físicas, emocionais e mentais ocasionadas pela estimulação de algumas áreas periféricas como pele, músculos ou articulações.

## Fisiologia
O sistema ativador reticular ascendente (SARA) é a estrutura da formação reticular que, presente na sua parte mais cranial, principalmente no mesencéfalo, é responsável pela ativação cortical e consequente estado de vigília. Sinais sensitivos externos como um som de forte intensidade, ao chegar ao córtex, descem à formação reticular e sobem, fazendo conexão com centros talâmicos, até chegar novamente ao córtex, trazendo-nos ao estado vígil, se estivermos dormindo, ou ao estado de atenção o córtex pré-frontal se acordados.
Esse efeito sempre é reforçado pela parte posterior do hipotálamo, que também se relaciona com a vigília. Além disso, o próprio córtex pode estimular o SARA, mantendo-se ativado, utilizando para isso o poder da vontade, de centro físico inexistente ou ainda desconhecido.
O sistema ativador reticular descendente é a estrutura da formação reticular responsável pela ativação de motoneurônios γ, principal responsável pela manutenção do tônus muscular, restabelecendo-o.

## Relevância clínica
Certas drogas ativadoras corticais também agem nesse mecanismo para manter o córtex “ligado”.
Assim certas áreas da formação reticular, presentes na ponte e no bulbo, “desligam” ativamente o córtex cerebral, induzindo ao sono. A partir de uma fase inicial de grande relaxamento muscular, entra-se na fase de sono propriamente dito que, do ponto de vista eletroencefalográfico, não é homogêneo.
Grupos neuronais da formação reticular, dos quais o locus ceruleus, situado na ponte, é o mais importante, são os responsáveis pelo desencadear do sono R.E.M. e foram denominados neurônios indutores do sonho.